# Кузьменко, Анатолий Иванович
Анатолий Иванович Кузьменко (укр.  Анатолій Іванович Кузьменко, р. 29 июля 1950 года, Головковка, Кировоградская область, УССР, СССР) — украинский предприниматель, политик. Генеральный директор группы компаний «УкрАгроКом», народный депутат Украины VIII созыва, депутат Кировоградской областной рады V и VI созыва.

## Биография
Родился 29 июля 1950 в селе Головковка Кировоградской области. Все время живёт в Головковке, где находится центральный офис группы компаний «УкрАгроКом».
После окончания ПТУ № 35 города Желтые Воды в 1970 году, устроился на работу строителем комплексной бригады Александрийского межколхозстроя.
В 1971—1973 годах проходил воинскую службу в рядах советской армии.
В 1977 году прошел обучение в Александрийской автошколе и вступил в колхоз им. Калинина Александрийского района, где работал водителем.
В 1978—1980 годах по направлению колхоза учился в Кировоградском техникуме руководящих кадров, где получил специальность «Агроном-организатор».
С 1980 года работал в колхозе им. Калинина агрономом, а с января 1981 года — главным агрономом.
В 1984 году поступил на заочную форму обучения в Днепропетровский сельскохозяйственный институт, который закончил в 1989 году, получив диплом по специальности «Агрономия» с присвоением квалификации ученого агронома.
В августе 1988 года был избран председателем правления колхоза им. Калинина.
В 1994—1996 годах — председатель правления Ассоциации крестьянских кооперативов с. Головкивки.
В 1996—1999 годах — председатель агрофирмы «Головковская».
С января 2000 года — генеральный директор ООО «УкрАгроКом».

### Политическая и общественная карьера
В 2006—2010 годау — депутат Кировоградского областного совета V созыва, член постоянной комиссии по вопросам труда, социальной защиты и социального обеспечения населения.
С 2010 года — депутат Кировоградского областного совета VI созыва, председатель постоянной комиссии по вопросам социального развития села, аграрной политики, пищевой и перерабатывающей промышленности, рационального использования земель.
В 2001—2010 годах — председатель общественной организации «Совет предпринимателей Александрийского района».
С 2010 года — председатель общественной организации «Кировоградский областной совет сельскохозяйственных предприятий», а также председатель Кировоградской областной организации Всеукраинского объединения организаций работодателей «Федерация работодателей агропромышленного комплекса Украины».
На парламентских выборах 2014 года баллотировался по мажоритарному округу № 103 с центром в городе Александрия, был выдвинут партией Блок Петра Порошенко. Пообедил, набрав 25 188 голосов (35.52 %). Член комитета по вопросам аграрной политики и земельных отношений и группы по межпарламентским связям с Республикой Корея.
25 декабря 2018 года включён в санкционный список России.

## Увлечения

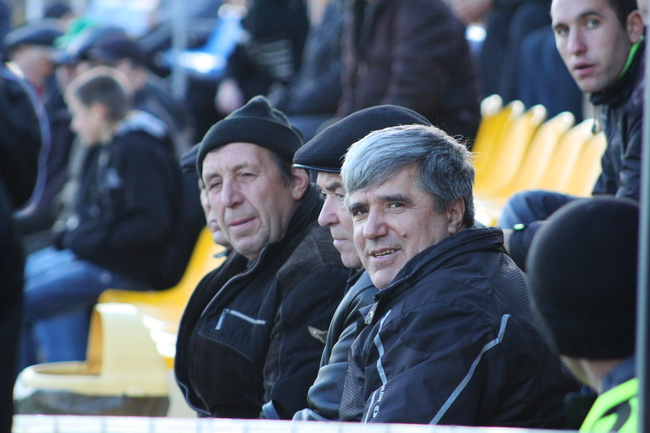
Анатолий Кузьменко на стадионе «ГОЛовковский», 7.11.2012 года

Основным увлечением является футбол, до 35 лет Кузьменко играл за команду Головковки.
Являлся почётным президентом футбольного клуба УкрАгроКом до его объединения с ПФК «Александрия» и создания на их базе команды Александрия. Также является почётным президентом ФК «Головковка», а компания «УкрАгроКом» является спонсором двух вышеуказанных команд.

## Семья
Отец — Иван Викторович Кузьменко (8.12.1923 р. — 22.02.1988 р.). Мать — Мария Матвеевна (1926 г. р.).
Братья: Иван (1954 р. н.) — начальник гаража ООО «УкрАгроКом», Виктор (1960 р. н.) — исполнительный директор ОАО «Шаровский».
Жена — Лидия Ивановна (1955 г. р.).
Сын — Сергей Кузьменко (1975 г. р.) — глава Кировоградской областной государственной администрации (КОГА), Народный депутат Украины VII созыва, президент ФК «Александрия».
Дочь — Алёна Фесюк (Кузьменко) (1981 г. р.).
Внуки: Иван Кузьменко (1998 г.р.), Анна Фесюк (2000 г. р.), Анастасия Кузьменко (2009 г. р.), Матвей (2014 г.р.).

## Награды
- Почётная грамота Верховной Рады Украины «За особые заслуги перед Украинским народом» (2004).
- Орден «За заслуги» ІІІ степени[6].
- Орден «За заслуги» ІІ степени[7].